# Гріффіт (Індіана)
Гріффіт (англ. Griffith) — місто (англ. town) в США, в окрузі Лейк штату Індіана. Населення — 16 528 осіб (2020).

## Географія
Гріффіт розташований за координатами 41°31′40″ пн. ш. 87°25′26″ зх. д. / 41.52778° пн. ш. 87.42389° зх. д. (41.527844, -87.423991).  За даними Бюро перепису населення США в 2010 році місто мало площу 20,03 км², уся площа — суходіл.

## Демографія
Згідно з переписом 2010 року, у місті мешкали 16 893 особи в 6668 домогосподарствах у складі 4559 родин. Густота населення становила 843 особи/км².  Було 7070 помешкань (353/км²).
Расовий склад населення:
| - 75,8 % — білих - 16,9 % — чорних або афроамериканців - 0,8 % — азіатів - 0,3 % — корінних американців - 3,9 % — осіб інших рас |

До двох чи більше рас належало 2,4 %. Частка іспаномовних становила 13,3 % від усіх жителів.
За віковим діапазоном населення розподілялося таким чином: 24,3 % — особи молодші 18 років, 64,5 % — особи у віці 18—64 років, 11,2 % — особи у віці 65 років та старші. Медіана віку мешканця становила 36,1 року. На 100 осіб жіночої статі у місті припадало 90,9 чоловіків;  на 100 жінок у віці від 18 років та старших — 88,9 чоловіків також старших 18 років.
Середній дохід на одне домашнє господарство  становив 65 157 доларів США (медіана — 55 490), а середній дохід на одну сім'ю — 76 718 доларів (медіана — 68 240). Медіана доходів становила 50 608 доларів для чоловіків та 34 599 доларів для жінок. За межею бідності перебувало 10,8 % осіб, у тому числі 19,7 % дітей у віці до 18 років та 5,5 % осіб у віці 65 років та старших.
Цивільне працевлаштоване населення становило 8169 осіб. Основні галузі зайнятості: освіта, охорона здоров'я та соціальна допомога — 24,4 %, роздрібна торгівля — 14,3 %, виробництво — 12,8 %, мистецтво, розваги та відпочинок — 12,0 %.